# Stepps
 (janvier 2019).
Si vous disposez d'ouvrages ou d'articles de référence ou si vous connaissez des sites web de qualité traitant du thème abordé ici, merci de compléter l'article en donnant les références utiles à sa vérifiabilité et en les liant à la section « Notes et références ».
Stepps est une localité britannique située dans le North Lanarkshire, en Écosse.

## Aménagements
Installée dans la périphérie nord-est de Glasgow, Stepps bénéficie d'installations rénovées, dont une nouvelle école primaire, une bibliothèque et des installations sportives, tout en conservant un cœur historique autour de son église de Whitehill Avenue et de ses logements victoriens et édouardiens.
Du fait de fortes liaisons de transport par route et par rail, les résidents travaillent à Glasgow, Édimbourg, Falkirk, Stirling et au-delà.
Différentes promenades dans le nouveau parc de terres humides des Sept Lochs sont possibles au départ de Stepps, d'où les visiteurs peuvent voir les Camps et le Loch Lomond.

## Démographie
La commune compte environ 6 730 habitants.

## Jumelages
Elle est jumelée à la localité française de Les Marches en Savoie.